# Lepuix-Neuf
Lepuix-Neuf es una comuna francesa situada en el departamento del Territorio de Belfort, de la región de Borgoña-Franco Condado.
Los habitantes se llaman Pouchets.

## Geografía
Está ubicada a 20 km al sureste de Belfort y cerca del Alto Rin.

## Historia
Entre 1871 y 1918, estaba fronteriza con Alemania.

## Demografía
| 415 | 336 | 154 | 203 | 187 | 203 | 232 | 251 | 242 | 284 | 300 |
| Para los censos de 1962 a 1999 la población legal corresponde a la población sin duplicidades (Fuente: INSEE [Consultar]) |     |     |     |     |     |     |     |     |     |     |